# امخرابة

تعديل مصدري - تعديل

امخرابه هي إحدى قرى عزلة  الوضيع بمديرية الوضيع التابعة لمحافظة أبين، بلغ تعداد سكانها 159 نسمة حسب تعداد اليمن لعام 2004.